# 亚历山大·斯摩棱斯基
亚历山大·帕夫洛维奇·斯摩棱斯基（俄语：Александр Павлович Смоленский，1954年7月6日—2024年10月13日），俄罗斯亿万富豪，为七大银行寡头的成员。1989年创办了首都储蓄银行，出任总裁。苏联解体后，获得全俄农工银行的控制权。

## 生平
亚历山大·斯摩棱斯基的商业活动始于“影子经济”黑市。其私人企业包括外汇交易、使用伪造许可证在面包店兼职以及使用政府印刷机和墨水排版和印刷圣经等。1981年，亚历山大·斯摩棱斯基被克格勃逮捕，并被指控犯有经济罪，后被判处两年苦役，但实际上只服刑了一天。
亚历山大·斯摩棱斯基被认为是俄罗斯第一位私人银行家，同时也是俄罗斯最大的私人银行之一——斯托利奇内银行的创始人兼总裁。1992 年，亚历山大·斯摩棱斯基建立了俄罗斯第一套借记卡处理系统。1996年，亚历山大·斯摩棱斯基收购阿格罗普龙班卡，并于1998年将自己的农业综合企业资产合并到其中，更名为SBS-阿格罗，并让其从此在克里姆林宫拥有巨大的影响力。SBS-阿格罗在1998年俄罗斯金融危机中倒闭，大量投资者的积蓄化为乌有。当被质问其亏欠投资者什么时，他仅回答说：“死驴耳朵”。他还宣称，他的银行业务“并未破产”，只是分裂成几个遍布全俄的结构，并由“先进的计算机系统”管理。1999年，俄罗斯检察官对他发出了逮捕令，指控他贪污和洗钱，但这项逮捕令随后被撤销。
截至2003年，亚历山大·斯摩棱斯基的资产淨值估计为2.3亿美元。同年，亚历山大·斯摩棱斯基将自己的集团更名为OVK银行，交给其儿子尼古拉·斯摩棱斯基，两个月后尼古拉·斯摩棱斯基又将其出售给弗拉基米尔·奥列戈维奇·波塔宁。2004年，尼古拉·斯摩棱斯基收购了跑车制造商TVR，2007年破产。
2006年至2011年期间，亚历山大·斯摩棱斯基对文学作品产生了兴趣，并出版了七本政治惊悚小说。这些作品被认为是基于俄罗斯寡头真实生活情况改变而成的。
2011年后，亚历山大·斯摩棱斯基从公众视野中一度消失。2019年，一家与斯摩棱斯基家族有关的公司出售了他们在莫斯科最后的四个办公大楼，包括著名的亚历山大大厦，这是弗拉基米尔·普京的前总部。这笔交易的价值超过6000万欧元。
2024年10月13日，亚历山大·斯摩棱斯基去世，死因未公布，时年70岁。